# Kamionek (Opole)
Pour les articles homonymes, voir Kamionek.
Kamionek est une localité polonaise de la gmina de Gogolin, située dans le powiat de Krapkowice en voïvodie d'Opole.